# Шихалиев, Солтан Гумбат оглы
Солтан Гумбат оглы Шихалиев (азерб. Soltan Hümbət oğlu Şıxəliyev; 22 сентября 1904, Геокчайский уезд — 17 ноября 1972, Баку) — советский азербайджанский государственный и партийный деятель, Герой Социалистического Труда (1948).

## Биография
Родился 22 сентября 1904 в селе Дагирманлы Геокчайского уезда Бакинской губернии (ныне Кюрдамирский район Азербайджана).
Окончил Гянджинскую школу бухгалтерского учета (1927), ВУЗ в Ленинграде (1936).
С 1921 года — главный бухгалтер, председатель Союза кооперативов Кюрдамирского района. В 1937—1971 годах — на различных должностях в Кюрдамирском, Куткашенском, Джалилабадском, Геокчайском районах, председатель Кюрдамирского райисполкома, Ахсуинского райисполкома, секретарь Имишлинского райкома КП Азербайджана. Решением Шихалиева в Кюрдамире построен водопровод и организована подача питьевой воды. В 1947 году своей работой обеспечил перевыполнение в целом по Ахсуинскому району планового сбора урожая хлопка на 40,5 процентов.
Указом Президиума Верховного Совета СССР от 10 марта 1948 года за получение в 1947 году высоких урожаев хлопка Шихалиеву Солтану Гумбат оглы присвоено звание Героя Социалистического Труда с вручением ордена Ленина и золотой медали «Серп и Молот».
Активно участвовал в общественной жизни Азербайджана. Член КПСС с 1927 года. Депутат Верховного Совета Азербайджанской ССР 2-го созыва.
Скончался 17 ноября 1972 в городе Баку.
В честь Шихалиева названа одна из улиц города Кюрдамир.